# Liste der Naturdenkmale im Landkreis Ludwigslust-Parchim
In der Liste der Naturdenkmale im Landkreis Ludwigslust-Parchim werden die Einzel-Naturdenkmale und Flächennaturdenkmale im Landkreis Ludwigslust-Parchim aufgeführt.
Die Naturdenkmale in bestimmten Städten und Ämtern sind in Teillisten enthalten.
| Kommune/Amt           | Naturdenkmalliste                               |
| --------------------- | ----------------------------------------------- |
| Stadt Boizenburg/Elbe | Liste der Naturdenkmale in Boizenburg/Elbe      |
| Stadt Hagenow         | Liste der Naturdenkmale in Hagenow              |
| Stadt Lübtheen        | Liste der Naturdenkmale in Lübtheen             |
| Stadt Ludwigslust     | Liste der Naturdenkmale in Ludwigslust          |
| Amt Boizenburg-Land   | Liste der Naturdenkmale im Amt Boizenburg-Land  |
| Amt Crivitz           | Liste der Naturdenkmale im Amt Crivitz          |
| Amt Dömitz-Malliß     | Liste der Naturdenkmale im Amt Dömitz-Malliß    |
| Amt Grabow            | Liste der Naturdenkmale im Amt Grabow           |
| Amt Hagenow-Land      | Liste der Naturdenkmale im Amt Hagenow-Land     |
| Amt Ludwigslust-Land  | Liste der Naturdenkmale im Amt Ludwigslust-Land |
| Amt Neustadt-Glewe    | Liste der Naturdenkmale im Amt Neustadt-Glewe   |
| Amt Stralendorf       | Liste der Naturdenkmale im Amt Stralendorf      |
| Amt Wittenburg        | Liste der Naturdenkmale im Amt Wittenburg       |
| Amt Zarrentin         | Liste der Naturdenkmale im Amt Zarrentin        |

Im Landkreis befindliche Geotope werden in der Liste der Geotope in Mecklenburg-Vorpommern aufgeführt.

## Definition
„Naturdenkmäler sind rechtsverbindlich festgesetzte Einzelschöpfungen der Natur oder entsprechende Flächen bis zu fünf Hektar, deren besonderer Schutz erforderlich ist
1. aus wissenschaftlichen, naturgeschichtlichen oder landeskundlichen Gründen oder
2. wegen ihrer Seltenheit, Eigenart oder Schönheit.“

## Naturdenkmale
Unvollständige Liste:

| Bild                                    | Nr.      | Bezeichnung      | Standort                                                                            | Beschreibung | Schutzzweck | Verordnung                                                         |
| --------------------------------------- | -------- | ---------------- | ----------------------------------------------------------------------------------- | --- | ----------- | ------------------------------------------------------------------ |
| BW                                      | 33 PCH   | Stieleiche       | Dobbertin Kläden (53° 38′ 41,2″ N, 12° 3′ 33,7″ O)                                  | Ein Blitzeinschlag ist am Stamm erkennbar, der an manchen Stellen keine Rinde besitzt. Der unregelmäßigen Krone fehlen im unteren Bereich mehrere Äste. |             | Beschluss des Rates des Kreises Lübz Nr. 56-14/79 vom 4. Juli 1979 |
| BW                                      | 44 PCH   | Winterlinde      | Goldberg Woosten (53° 34′ 0,4″ N, 12° 6′ 39,9″ O)                                   | Der Schutzstatus wurde 2017 aufgehoben. |             |                                                                    |
| BW                                      | 47b PCH  | Sommerlinde      | Goldberg Diestelow (53° 32′ 41,3″ N, 12° 3′ 41,5″ O)                                | Der Schutzstatus wurde 2017 aufgehoben. |             |                                                                    |
| BW                                      | 78 PCH   | Linde            | Neu Poserin Kressin (53° 32′ 1,8″ N, 12° 7′ 51,6″ O)                                | Der Schutzstatus wurde 2017 aufgehoben. |             |                                                                    |
| BW                                      | 80 PCH   | Platane          | Neu Poserin Neu Damerow (53° 33′ 39,6″ N, 12° 11′ 18″ O)                            | Der Schutzstatus wurde 2017 aufgehoben. |             |                                                                    |
| BW                                      | 109 PCH  | Weymouthskiefer  | Gallin-Kuppentin Kuppentin (53° 29′ 38,8″ N, 12° 8′ 51,8″ O)                        | Der Schutzstatus wurde 2017 aufgehoben. |             |                                                                    |
| BW                                      | 124 PCH  | Sommerlinde      | Kreien Wilsen (53° 22′ 36,2″ N, 12° 3′ 59,1″ O)                                     | |             | Beschluss des Rates des Kreises Lübz Nr. 56-14/79 vom 4. Juli 1979 |
| BW                                      | 193 PCH  | Stieleiche       | Siggelkow Klein Pankow (53° 22′ 25,2″ N, 12° 3′ 45,9″ O)                            | |             | Beschluss des Kreistages Parchim Nr. 81-15/81 vom 9. November 1981 |
| Fotos hochladen                         | 222 PCH  | Stieleiche       | Barkhagen Barkow (53° 27′ 56″ N, 12° 10′ 56,6″ O)                                   | gedrehter Stamm mit Blitzschaden, Krone besteht nur noch aus wenigen Ästen, nachlassende Vitalität Der Schutzstatus wurde 2017 aufgehoben. |             |                                                                    |
| BW                                      | 230 PCH  | Schwarzerle      | Plau am See Karow (53° 34′ 18,1″ N, 12° 14′ 44,6″ O)                                | Die mit 5,20 Meter Stammumfang ehemals stärkste Schwarzerle Deutschlands ist 2016 bei einem Sturm umgestürzt. Der Schutzstatus wurde 2017 aufgehoben. |             |                                                                    |
| BW                                      | 242 PCH  | Winterlinde      | Ganzlin Retzow (53° 22′ 9,7″ N, 12° 11′ 40,4″ O)                                    | Der Schutzstatus wurde 2017 aufgehoben. |             |                                                                    |
| BW                                      | 272 PCH  | Stieleiche       | Ruhner Berge Tessenow auf der ehemaligen Gutskoppel (53° 21′ 18″ N, 11° 54′ 4,4″ O) | Beim Abbruch des untersten Astes ist vor vielen Jahren ein Teil des hohlen Stammes herausgerissen worden, wodurch dieser eine große Öffnung aufweist. Die recht große Krone enthält einzelne, abgestorbene Äste. |             |                                                                    |
| BW                                      | 293 PCH  | Stieleiche       | Siggelkow (53° 22′ 48,2″ N, 11° 57′ 31,8″ O)                                        | |             | Beschluss des Kreistages Parchim Nr. 81-15/81 vom 9. November 1981 |
| BW                                      | 333 PCH  | Blutbuche        | Obere Warnow Grebbin (53° 30′ 54″ N, 11° 51′ 50,7″ O)                               | Der Schutzstatus wurde 2017 aufgehoben. |             |                                                                    |
| mehr Fotos \| Fotos hochladen           | 393 PCH  | Rosskastanie     | Spornitz (53° 24′ 26,9″ N, 11° 43′ 16″ O)                                           | |             |                                                                    |
| BW                                      | 394 PCH  | Silberweide      | Spornitz (53° 25′ 8,7″ N, 11° 41′ 39″ O)                                            | Der Schutzstatus wurde 2017 aufgehoben. |             |                                                                    |
| BW                                      | 477 PCH  | Fichte           | Parchim (53° 24′ 41,5″ N, 11° 51′ 29,8″ O)                                          | Der Schutzstatus wurde 2017 aufgehoben. |             |                                                                    |
| BW                                      | 489 PCH  | Sommerlinde      | Parchim (53° 25′ 43,4″ N, 11° 50′ 49,9″ O)                                          | Der Schutzstatus wurde 2017 aufgehoben. |             |                                                                    |
| mehr Fotos \| Fotos hochladen           | 492 PCH  | Sommerlinde      | Parchim Slate (53° 23′ 45″ N, 11° 51′ 12,4″ O)                                      | Der Baum wurde 1733 gepflanzt. Er besitzt einen zerklüfteten Stamm mit starken Wurzelanläufen. |             |                                                                    |
| BW                                      | 502 PCH  | Rotbuche         | Parchim Kiekindemark (53° 23′ 36,6″ N, 11° 47′ 11,2″ O)                             | Der Schutzstatus wurde 2017 aufgehoben. |             |                                                                    |
| BW                                      | Bo 1     | Stieleiche       | Borkow Neu Woserin (53° 39′ 17,7″ N, 12° 0′ 8″ O)                                   | Die hohe und straußförmige Krone dieses Baumes setzt in etwa vier Meter Höhe an. |             |                                                                    |
| BW                                      | Bo 2     | Stieleiche       | Borkow Neu Woserin (53° 39′ 23,4″ N, 12° 0′ 42″ O)                                  | |             |                                                                    |
| BW                                      | Bo 3     | Stieleiche       | Borkow Woserin (53° 39′ 32,3″ N, 12° 1′ 2,3″ O)                                     | |             |                                                                    |
| BW                                      | Bo 4     | Rotbuche         | Borkow Woserin (53° 39′ 33,3″ N, 12° 1′ 13,6″ O)                                    | |             |                                                                    |
| BW                                      | Bo 5     | Stieleiche       | Borkow (53° 39′ 44,5″ N, 11° 57′ 21,8″ O)                                           | An diesem Solitärbaum wachsen zahlreiche Triebe im unteren Stammbereich. Die Krone besteht aus vielen Ästen und setzt in etwa vier Meter Höhe an. |             |                                                                    |
| BW                                      | Bo 6     | Stieleiche       | Borkow (53° 40′ 0,8″ N, 11° 58′ 24,8″ O)                                            | Der Solitärbaum hat eine besonders breite Krone mit vielen starken, geschwungenen Kronenästen. |             |                                                                    |
| BW                                      | Bo 8     | Stieleiche       | Borkow Woserin (53° 39′ 36,2″ N, 12° 1′ 10,5″ O)                                    | |             |                                                                    |
| BW                                      | Bo 9     | Stieleichen      | Borkow Woserin (53° 39′ 36,2″ N, 12° 1′ 14,6″ O)                                    | |             |                                                                    |
| BW                                      | Bo 10    | Stieleiche       | Borkow Woserin (53° 39′ 40,6″ N, 12° 1′ 3,3″ O)                                     | Bei diesem Zwiesel könnte es sich um zwei miteinander zusammengewachsene Bäume handeln. Der Baum besitzt eine breite und kugelförmige Krone mit wenig Totholz. |             |                                                                    |
| BW                                      | Bo 11    | Stieleiche       | Borkow Woserin (53° 39′ 38,4″ N, 12° 1′ 16,1″ O)                                    | |             |                                                                    |
| BW                                      | Bo 12    | Stieleiche       | Borkow Woserin (53° 39′ 43,9″ N, 12° 1′ 23,5″ O)                                    | |             |                                                                    |
| BW                                      | Bo 13    | Rotbuche         | Borkow Woserin (53° 39′ 45,4″ N, 12° 1′ 21,4″ O)                                    | |             |                                                                    |
| BW                                      | Br2      | Blutbuche        | Brüel Sülten (53° 44′ 17,3″ N, 11° 42′ 46,4″ O)                                     | Der Schutzstatus wurde 2017 aufgehoben. |             |                                                                    |
| BW                                      | HP6      | zwei Eichen      | Hohen Pritz Klein Pritz (53° 37′ 58,3″ N, 11° 55′ 54,3″ O)                          | Der Schutzstatus beider Bäume wurde 2017 aufgehoben. |             |                                                                    |
| BW                                      | Kb12     | Rotbuche         | Kobrow Wamckow (53° 36′ 47,6″ N, 11° 49′ 52,1″ O)                                   | Der Schutzstatus wurde 2017 aufgehoben. |             |                                                                    |
| Direkt Bild zu diesem Denkmal hochladen | Mu 6     | Geschützte Hecke | Mustin Bolz ()                                                                      | |             |                                                                    |
| BW                                      | Mu 7 (1) | Stieleiche       | Mustin Bolz (53° 40′ 32,7″ N, 11° 59′ 14,7″ O)                                      | |             |                                                                    |
| BW                                      | Mu 7 (2) | Stieleiche       | Mustin Bolz (53° 40′ 33,1″ N, 11° 59′ 17,2″ O)                                      | |             |                                                                    |
| BW                                      | Mu 7 (3) | Stieleiche       | Mustin Bolz (53° 40′ 34,1″ N, 11° 59′ 18,3″ O)                                      | |             |                                                                    |
| BW                                      | Wd5      | Eiche            | Kuhlen-Wendorf Wendorf (53° 39′ 47,7″ N, 11° 40′ 16,5″ O)                           | Der Schutzstatus wurde 2017 aufgehoben. |             |                                                                    |
| BW                                      | Wd8      | Stieleiche       | Kuhlen-Wendorf Müsselmow (53° 40′ 21,8″ N, 11° 37′ 26,6″ O)                         | Mit über 8 Meter Stammumfang gehört der Baum zu den dicksten Eichen Deutschlands. Der bis auf eine Blitzwunde fast unbeschädigte Stamm besitzt bis in etwa zehn Meter Höhe fast keine Zweige. Die ehemals gleichmäßige und kugelförmige Krone wurde 2019 eingekürzt. Begründet wird die Maßnahme mit dem Erhalt des Baumes. |             |                                                                    |
| BW                                      | Wt5      | zwei Eichen      | Weitendorf Sülten (53° 43′ 36,5″ N, 11° 44′ 48,5″ O)                                | Der Schutzstatus beider Bäume wurde 2017 aufgehoben. |             |                                                                    |
| BW                                      | Wt6      | Linde            | Weitendorf (53° 43′ 1,6″ N, 11° 44′ 49″ O)                                          | |             |                                                                    |
| BW                                      | Wt15 (1) | Graupappel       | Weitendorf (53° 43′ 12,3″ N, 11° 44′ 59,5″ O)                                       | |             |                                                                    |

## Flächennaturdenkmale
Vollständige Liste (Stand: 2022):

| Bild                                    | Nr.          | Bezeichnung                                                           | Standort                                                          | Beschreibung | Schutzzweck | Verordnung                                                             |
| --------------------------------------- | ------------ | --------------------------------------------------------------------- | ----------------------------------------------------------------- | --- | ----------- | ---------------------------------------------------------------------- |
| BW                                      | fnd_pch_001  | Dannhusener Buchen                                                    | Kobrow Stieten (53° 38′ 56,3″ N, 11° 47′ 40,9″ O)                 | Fläche 1,80 ha |             | Beschluss des Rates des Kreises Sternberg Nr. 191-58/81 vom 19.08.1981 |
| BW                                      | fnd_pch_002a | Kattenbrook und Werderhoferbruch                                      | Kloster Tempzin Zahrensdorf (53° 46′ 47,3″ N, 11° 41′ 18,6″ O)    | Fläche 3,00 ha |             | Beschluss des Rates des Kreises Sternberg Nr. 7-2/1988 vom 27.01.1988  |
| BW                                      | fnd_pch_002b | Kattenbrook und Werderhoferbruch                                      | Kloster Tempzin Zahrensdorf (53° 46′ 32,3″ N, 11° 41′ 26,1″ O)    | |             | Beschluss des Rates des Kreises Sternberg Nr. 7-2/1988 vom 27.01.1988  |
| BW                                      | fnd_pch_003  | Walddohlenkolonie Wamckow (Dudelsack)                                 | Kobrow Wamckow (53° 36′ 25,5″ N, 11° 49′ 46″ O)                   | Fläche 1,80 ha |             | Beschluss des Rates des Kreises Sternberg Nr. 191-58/81 vom 19.08.1981 |
| BW                                      | fnd_pch_004  | Paradieskoppel bei Wendorf                                            | Kuhlen-Wendorf (53° 39′ 31,2″ N, 11° 40′ 13,2″ O)                 | Fläche 3,00 ha |             | Beschluss des Rates des Kreises Sternberg Nr. 191-58/81 vom 19.08.1981 |
| BW                                      | fnd_pch_005  | Deichelmoor (Kuhlensee) bei Brüel                                     | Brüel (53° 43′ 5″ N, 11° 41′ 43,5″ O)                             | |             | Beschluss des Rates des Kreises Sternberg Nr. 222/47-86 vom 19.03.1986 |
| BW                                      | fnd_pch_006  | Wiesen nördlich Weberin, westlich der Göwe                            | Kuhlen-Wendorf (53° 39′ 20″ N, 11° 38′ 48″ O)                     | |             | Beschluss des Rates des Kreises Sternberg Nr. 222/47-86 vom 19.03.1986 |
| BW                                      | fnd_pch_007a | 2 Inseln im Trenntsee und 1 Insel im Sternberger See                  | Sternberg (53° 43′ 21,1″ N, 11° 52′ 22″ O)                        | |             | Beschluss des Rates des Kreises Sternberg Nr. 222/47-86 vom 19.03.1986 |
| BW                                      | fnd_pch_007b | 2 Inseln im Trenntsee und 1 Insel im Sternberger See                  | Sternberg (53° 43′ 12,7″ N, 11° 52′ 32,9″ O)                      | |             | Beschluss des Rates des Kreises Sternberg Nr. 222/47-86 vom 19.03.1986 |
| BW                                      | fnd_pch_007c | 2 Inseln im Trenntsee und 1 Insel im Sternberger See                  | Sternberg (53° 42′ 36,2″ N, 11° 50′ 36,5″ O)                      | |             | Beschluss des Rates des Kreises Sternberg Nr. 222/47-86 vom 19.03.1986 |
| BW                                      | fnd_pch_008a | 3 wasserführende Ackerhohlformen nördlich von Dabel (Dabeler Grund)   | Dabel (53° 40′ 35,5″ N, 11° 53′ 50,7″ O)                          | |             | Beschluss des Rates des Kreises Sternberg Nr. 222/47-86 vom 19.03.1986 |
| BW                                      | fnd_pch_008b | 3 wasserführende Ackerhohlformen nördlich von Dabel (Dabeler Grund)   | Dabel (53° 40′ 17,6″ N, 11° 54′ 19,4″ O)                          | |             | Beschluss des Rates des Kreises Sternberg Nr. 222/47-86 vom 19.03.1986 |
| BW                                      | fnd_pch_008c | 3 wasserführende Ackerhohlformen nördlich von Dabel (Dabeler Grund)   | Dabel (53° 40′ 33,3″ N, 11° 54′ 40,4″ O)                          | |             | Beschluss des Rates des Kreises Sternberg Nr. 222/47-86 vom 19.03.1986 |
| BW                                      | fnd_pch_009  | Brümmelmoor bei Mustin                                                | Mustin Bolz (53° 41′ 38,3″ N, 12° 1′ 35,5″ O)                     | |             | Beschluss des Rates des Kreises Sternberg Nr. 222/47-86 vom 19.03.1986 |
| BW                                      | fnd_pch_010  | Kanzelbruch bei Holdorf                                               | Kuhlen-Wendorf Holdorf (53° 44′ 53,9″ N, 11° 36′ 18,5″ O)         | Fläche 4,30 ha |             | Beschluss des Rates des Kreises Sternberg Nr. 15-8/90 vom 18.04.1990   |
| BW                                      | fnd_pch_011  | Trockenhang bei Jülchendorf                                           | Weitendorf Jülchendorf (53° 40′ 18,3″ N, 11° 42′ 40,7″ O)         | Fläche 3,20 ha |             | Beschluss des Rates des Kreises Sternberg Nr. 15-8/90 vom 18.04.1990   |
| BW                                      | fnd_pch_012a | Sölle bei Zaschendorf                                                 | Kuhlen-Wendorf Zaschendorf (53° 41′ 37,7″ N, 11° 35′ 49,8″ O)     | |             | Beschluss des Rates des Kreises Sternberg Nr. 222/47-86 vom 19.03.1986 |
| BW                                      | fnd_pch_012b | Sölle bei Zaschendorf                                                 | Kuhlen-Wendorf Zaschendorf (53° 41′ 32,4″ N, 11° 35′ 47,2″ O)     | |             | Beschluss des Rates des Kreises Sternberg Nr. 222/47-86 vom 19.03.1986 |
| BW                                      | fnd_pch_013  | Kranichmoor bei Wendorf                                               | Kuhlen-Wendorf (53° 39′ 53,2″ N, 11° 40′ 52,6″ O)                 | Fläche 2,00 ha |             | Beschluss des Rates des Kreises Sternberg Nr. 7-2/1988 vom 27.01.1988  |
| BW                                      | fnd_pch_014  | Welziner Moor                                                         | Mestlin (53° 34′ 54,8″ N, 11° 53′ 43,9″ O)                        | Fläche 18,00 ha |             | Beschluss des Rates des Kreises Parchim Nr. 137-16/88 vom 10.08.1988   |
| BW                                      | fnd_pch_015  | Lenschower Bruch bei Mestlin                                          | Mestlin (53° 33′ 49,8″ N, 11° 54′ 45″ O)                          | |             | Beschluss des Rates des Kreises Parchim Nr. 137-20/1982 vom 29.09.1982 |
| BW                                      | fnd_pch_017  | Torfmoorfläche bei Schlieven                                          | Domsühl Schlieven (53° 29′ 34,8″ N, 11° 43′ 38,8″ O)              | Fläche 0,06 ha |             | Beschluss des Rates des Kreises Parchim Nr. 100-17/84 vom 22.08.1984   |
| BW                                      | fnd_pch_018  | Kuhschellendüne bei Garwitz (Hühnerberg)                              | Matzlow-Garwitz (53° 27′ 26,5″ N, 11° 39′ 43,8″ O)                | Fläche 2,00 ha |             | Beschluss des Rates des Kreises Parchim Nr. 75-24/68 vom 18.12.1986    |
| BW                                      | fnd_pch_019  | Böckerried bei Neuklockow                                             | Parchim Neuklockow (53° 25′ 14,1″ N, 11° 47′ 25,5″ O)             | Fläche 2,50 ha |             | Beschluss des Rates des Kreises Parchim Nr. 137-20/1982 vom 29.09.1982 |
| BW                                      | fnd_pch_020  | Waldquelle im Forstrevier Spornitz                                    | Spornitz (53° 23′ 16,8″ N, 11° 45′ 3,6″ O)                        | Fläche 0,50 ha |             | Beschluss des Rates des Kreises Parchim Nr. 137-20/1982 vom 29.09.1982 |
| BW                                      | fnd_pch_021  | Krähenberg im Stolper Holz                                            | Stolpe (53° 21′ 46,8″ N, 11° 42′ 21,4″ O)                         | Fläche 0,50 ha |             | Beschluss des Rates des Kreises Parchim Nr. 137-20/1982 vom 29.09.1982 |
| BW                                      | fnd_pch_022  | Herzfelder Torfmoor                                                   | Karrenzin Herzfeld (53° 18′ 42,2″ N, 11° 45′ 5,7″ O)              | Fläche 0,87 ha |             | Beschluss des Rates des Kreises Parchim Nr. 137-16/88 vom 10.08.1988   |
| BW                                      | fnd_pch_023  | Löddigsee (oder Pichersee) bei Paarsch                                | Parchim Paarsch (53° 25′ 10″ N, 11° 55′ 0,3″ O)                   | Fläche 14,96 ha |             | Beschluss des Rates des Kreises Parchim Nr. 137-20/1982 vom 29.09.1982 |
| BW                                      | fnd_pch_024  | Sandsee bei Groß Pankow                                               | Siggelkow Groß Pankow (53° 22′ 24,9″ N, 11° 59′ 18″ O)            | Fläche 5,08 ha |             | Beschluss des Rates des Kreises Parchim Nr. 137-20/1982 vom 29.09.1982 |
| BW                                      | fnd_pch_025  | Orchideenwiese Marnitz                                                | Ruhner Berge Marnitz (53° 19′ 24,7″ N, 11° 56′ 39,9″ O)           | Fläche 2,31 ha |             | Beschluss des Rates des Kreises Parchim Nr. 100-17/84 vom 22.08.1984   |
| mehr Fotos \| Fotos hochladen           | fnd_pch_026  | Teilfläche der Paradieskoppel Dobbertin                               | Dobbertin Dobbin (53° 37′ 43,5″ N, 12° 2′ 26,2″ O)                | Fläche 2,61 ha |             | Beschluss des Rates des Kreises Lübz Nr. 85-19/79 vom 12.09.1979       |
| mehr Fotos \| Fotos hochladen           | fnd_pch_027  | Wacholderbestand Abt. 4184 Forstrevier Jellen                         | Dobbertin Jellen (53° 37′ 47,7″ N, 12° 10′ 10,1″ O)               | Fläche 2,83 ha |             | Beschluss des Rates des Kreises Lübz Nr. 85-19/79 vom 12.09.1979       |
| mehr Fotos \| Fotos hochladen           | fnd_pch_028  | Südlicher Steilhang des Kleestener Sees                               | Dobbertin Kleesten (53° 37′ 56,9″ N, 12° 7′ 14,4″ O)              | Fläche 1,74 ha |             | Beschluss des Rates des Kreises Lübz Nr. 85-19/79 vom 12.09.1979       |
| BW                                      | fnd_pch_029  | Ziegenberg bei Karbow                                                 | Karbow-Vietlübbe (53° 23′ 50″ N, 12° 7′ 11,3″ O)                  | Fläche 1,61 ha |             | Beschluss des Rates des Kreises Lübz Nr. 85-19/79 vom 12.09.1979       |
| BW                                      | fnd_pch_030  | Allee Milchweg bei Leisten                                            | Plau am See Leisten (53° 31′ 4,2″ N, 12° 16′ 45,1″ O)             | |             | Beschluss des Rates des Kreises Lübz Nr. 85-19/79 vom 12.09.1979       |
| BW                                      | fnd_pch_031  | Traubeneichenbestand Abt. 72 Forstrevier Hahnenhorst                  | Plau am See Karow (53° 35′ 1,3″ N, 12° 14′ 57,4″ O)               | Fläche 2,03 ha |             | Beschluss des Rates des Kreises Lübz Nr. 85-19/79 vom 12.09.1979       |
| BW                                      | fnd_pch_032  | Uferzone Ziegelsee mit angrenzenden Flächen südlich der Ziegelei Plau | Plau am See (53° 26′ 40,5″ N, 12° 15′ 32,6″ O)                    | Fläche 3,00 ha. NSG |             | Beschluss des Rates des Kreises Lübz Nr. 117-25/87 vom 09.12.1987      |
| Direkt Bild zu diesem Denkmal hochladen | fnd_pch_033  | Gehlsbachtal bei Darß-Wilsen                                          | Gehlsbach ()                                                      | Fläche 2,91 ha. Lage im NSG 239 „Gehlsbachtal“; die NSG-Verordnung geht dem FND-Beschluss im Range vor                                                                                         |             | Beschluss des Rates des Kreises Parchim Nr. 85-18/79 vom 12.09.1979    |
| BW                                      | fnd_pch_034  | Wangeliner See                                                        | Buchberg Wangelin (53° 23′ 24,6″ N, 12° 10′ 19,4″ O)              | Fläche 6,48 ha. NSG |             | Beschluss des Rates des Kreises Lübz Nr. 10/IV/90 vom 19.09.1990       |
| BW                                      | fnd_pch_035  | Insel im Woostener See                                                | Wendisch Waren Woosten (53° 34′ 2,4″ N, 12° 6′ 10,9″ O)           | Fläche 1,13 ha |             | Beschluss des Rates des Kreises Lübz Nr. 85-19/79 vom 12.09.1979       |
| BW                                      | fnd_pch_036  | Salzwiese Sülten                                                      | Weitendorf Sülten (53° 43′ 42,3″ N, 11° 44′ 50,3″ O)              | Lage im NSG 278 „Binnensalzwiese bei Sülten“; die NSG-Verordnung geht dem FND-Beschluss im Range vor                                                                                           |             | Beschluss des Rates des Kreises Sternberg Nr. 19-20/75 vom 19.08.1975  |
| BW                                      | fnd_pch_037  | Muschelberg bei Gnevsdorf                                             | Buchberg Gnevsdorf (53° 23′ 30,4″ N, 12° 12′ 33,6″ O)             | Fläche 2,46 ha |             | Beschluss des Rates des Kreises Lübz Nr. 117-25/87 vom 09.12.1987      |
| BW                                      | fnd_pch_038  | Erlenbruch östlich vom Alten Rad                                      | Buchberg Wangelin (53° 24′ 19″ N, 12° 10′ 19,2″ O)                | Fläche 3,00 ha |             | Beschluss des Rates des Kreises Lübz Nr. 117-25/87 vom 09.12.1987      |
| BW                                      | fnd_pch_039  | Moor am Langhagensee                                                  | Neu Poserin Wooster Teerofen (53° 35′ 19,5″ N, 12° 12′ 49,5″ O)   | Fläche 0,75 ha |             | Beschluss des Rates des Kreises Lübz Nr. 117-25/87 vom 09.12.1987      |
| BW                                      | fnd_pch_040  | Landweg Dobbertin-Kleesten                                            | Dobbertin (53° 37′ 35,5″ N, 12° 4′ 59,9″ O)                       | Fläche 2,47 ha |             | Beschluss des Rates des Kreises Lübz Nr. 10/IV/90 vom 19.09.1990       |
| BW                                      | fnd_pch_041  | Mittelwiese Plau                                                      | Plau am See (53° 27′ 27,6″ N, 12° 16′ 25,8″ O)                    | Fläche 7,00 ha |             | Beschluss des Rates des Kreises Lübz Nr. 117-25/87 vom 09.12.1987      |
| BW                                      | fnd_pch_042  | Ehemaliger Karpfenteich südlich der Birkenkoppel                      | Plau am See Karow (53° 32′ 32,6″ N, 12° 13′ 58,4″ O)              | Fläche 2,54 ha |             | Beschluss des Rates des Kreises Lübz Nr. 117-25/87 vom 09.12.1987      |
| BW                                      | fnd_pch_043  | Landweg Weisin-Gallin                                                 | Passow (53° 29′ 35,6″ N, 12° 6′ 18,7″ O)                          | Fläche 5,62 ha |             | Beschluss des Rates des Kreises Lübz Nr. 10/IV/90 vom 19.09.1990       |
| BW                                      | fnd_pch_044  | Hohlweg bei Klein Wangelin                                            | Neu Poserin Klein Wangelin (53° 32′ 0,7″ N, 12° 12′ 44,7″ O)      | Fläche 1,46 ha |             | Beschluss des Rates des Kreises Lübz Nr. 10/IV/90 vom 19.09.1990       |
| BW                                      | fnd_pch_045  | Landweg Kuppentin-Plau                                                | Gallin-Kuppentin und Plau am See (53° 28′ 36″ N, 12° 13′ 27,9″ O) | Fläche 7,65 ha |             | Beschluss des Rates des Kreises Lübz Nr. 10/IV/90 vom 19.09.1990       |
| Fotos hochladen                         | fnd_pch_046  | Landweg Karow-Plauerhagen (bis Abzweig Leisten)                       | Plau am See Karow (53° 31′ 26,9″ N, 12° 15′ 32,6″ O)              | Es handelt sich um einen für Mecklenburg typischen Landweg, welcher einen alten Baumbestand aus besonders vielen Stieleichen aufweist. Die 1990 unter Schutz gestellte Fläche beträgt 1,95 ha. |             | Beschluss des Rates des Kreises Lübz Nr. 10/IV/90 vom 19.09.1990       |
| BW                                      | fnd_pch_047  | Heidberg bei Hof Retzow                                               | Buchberg Hof Retzow (53° 23′ 2,7″ N, 12° 13′ 12,4″ O)             | Fläche 2,20 ha |             | Beschluss des Rates des Kreises Lübz Nr. 85-19/79 vom 12.09.1979       |
| BW                                      | fnd_pch_048  | Landweg Dobbertin-Lüschow                                             | Dobbertin, Lüschow (53° 37′ 15,6″ N, 12° 5′ 28,9″ O)              | Fläche 1,45 ha |             | Beschluss des Rates des Kreises Lübz Nr. 10/IV/90 vom 19.09.1990       |
| BW                                      | fnd_pch_049  | Aalbach (Teilstück)                                                   | Lübz (53° 28′ 54,6″ N, 12° 7′ 48,3″ O)                            | Fläche 3,10 ha |             | Beschluss des Rates des Kreises Lübz Nr. 10/IV/90 vom 19.09.1990       |
| BW                                      | fnd_pch_051  | Blocksbergkoppel (Buchenkopf bei Karow)                               | Plau am See Karow (53° 31′ 44″ N, 12° 14′ 9,3″ O)                 | Fläche 4,29 ha |             | Beschluss des Rates des Kreises Lübz Nr. 10/IV/90 vom 19.09.1990       |
| Direkt Bild zu diesem Denkmal hochladen | fnd_pch_083  | Wacholdertal                                                          | ()                                                                | Fläche 1,5 ha. Das FND wurde laut Lkr. Ludwigslust-Parchim vermutlich 1988 aufgehoben |             | Beschluss des Rates des Kreises Sternberg Nr. 191-58/81 vom 19.08.1981 |
| Direkt Bild zu diesem Denkmal hochladen | fnd_pch_084  | Zaschendorfer Hollunder                                               | Kuhlen-Wendorf Zaschendorf ()                                     | Fläche 1,25 ha. Die genaue Lage des FND ist nicht bekannt, da die im Beschluss angegebene Abt. 175a2 ein geschlossenes Waldstück ist                                                           |             | Beschluss des Rates des Kreises Sternberg Nr. 191-58/81 vom 19.08.1981 |